# Храповицкий, Александр Васильевич
Александр Васильевич Храповицкий (7 [18] марта 1749, Санкт-Петербург, Российская империя — 29 декабря 1801 [10 января 1802], там же) — действительный тайный советник, сенатор, кабинет-секретарь императрицы Екатерины II, автор записок. От его имени происходит название Храповицкого моста через Мойку.

## Биография

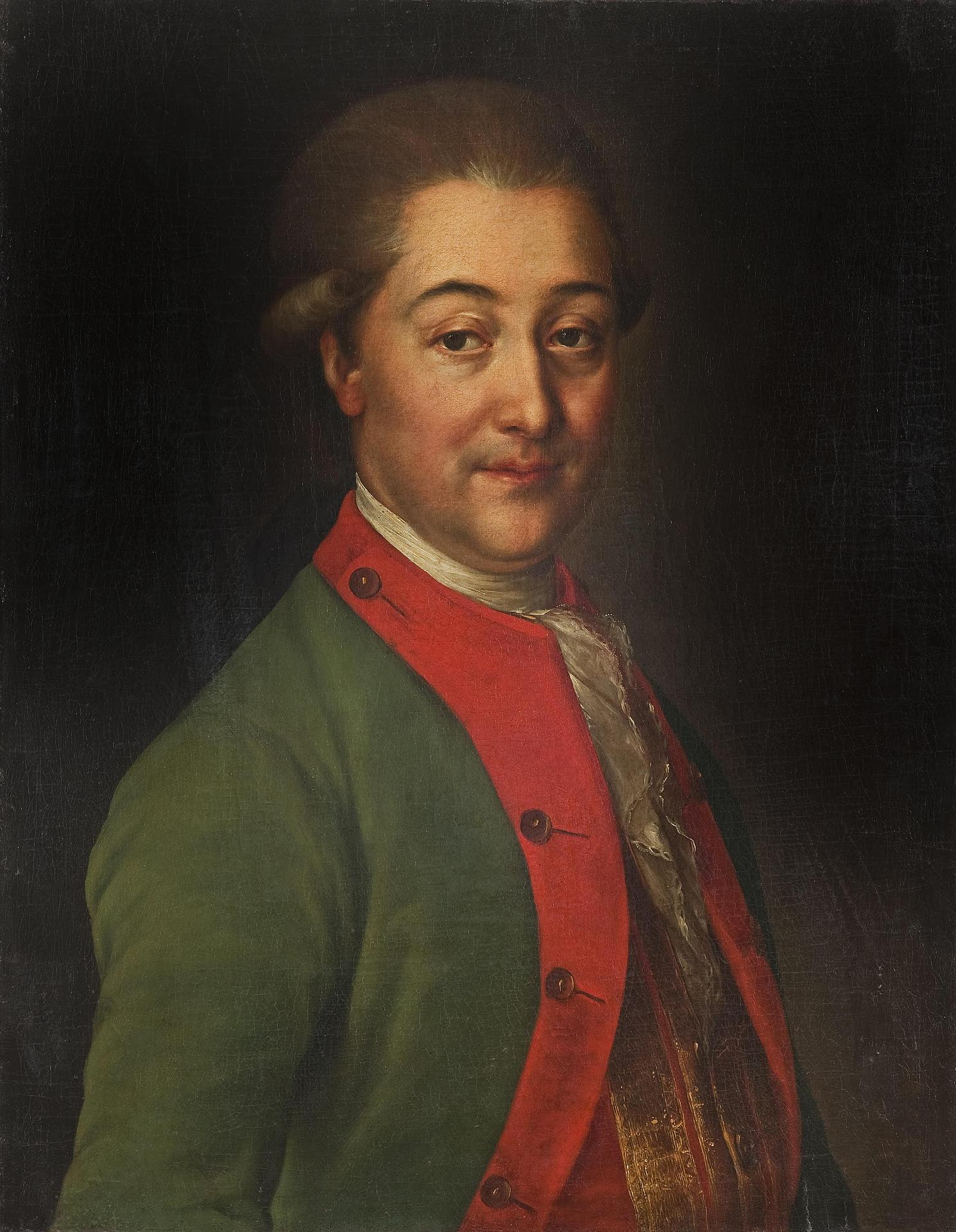
Портрет А. В. Храповицкого

Происходил из польского дворянского рода Храповицких.
Его отец Василий Иванович Храповицкий (1714—1780) — генерал аншеф. Начав службу рядовым Л.-гв. Преображенского полка, через десять лет был премьер-майором (1741); в генерал-майоры произведен 25 января 1756. Принимал участие в кампании 1737, в сражении под Очаковым, в войне 1742 со шведами и в Семилетней войне действовал в Пруссии и Померании. Первым браком был женат на Дарье Спиридоновне, урождённой Леонтьевой, вторым браком — на Елене Михайловне, урождённой Сердюковой.
Мать А. В. Храповицкого — Елена Михайловна, урождённая Сердюкова, официальная дочь знаменитого Михаила Ивановича Сердюкова. По циркулировавшим в столице слухам мать Храповицкого была внебрачной дочерью Петра I и имела близкие дружеские отношения с официальной младшей дочерью Петра от Марты Скавронской — императрицей Елизаветой, чья родная старшая сестра Анна умерла в Голштинии в 20 лет после родов будущего императора Петра III.
Старший брат Марии (1752—1803) и Михаила (1758—1819) Храповицких. Крестник великого князя Петра Фёдоровича (впоследствии императора Петра III).
В детстве (при рождении) записан в лейб-гвардии Семёновский полк. В 1756 году зачислен на службу. По окончании курса в кадетском корпусе в 1766 году поступил в действительную службу подпоручиком; в 1772 году был в штате фельдмаршала графа К. Г. Разумовского генерал-аудитор-лейтенантом; перейдя на службу в сенат, был «у генерал-прокурорских дел» сначала секретарём, потом обер-секретарём Сената.
Активный участник масонских лож в Петербурге. Член ложи «Муз», которой руководил И. П. Елагин. В 1775 году оратор ложи «Гарпократа»; в 1776 году мастер стула ложи «Астрея», в 1776—1777 годах — ложи «Немезида». Занимал должность мастера стула также в ложе «Латона». В 1776 году намечался в состав великой провинциальной ложи.
В конце 1780 годов — действительный статский советник; в конце 1781 года был назначен управляющим экспедицией о государственных доходах и расходах, учреждённой при сенате, а в 1783 году определён в число статс-секретарей императрицы, или, как тогда говорилось, «у принятия челобитен». Награждён орденом Св. Владимира 2-й степени.
После путешествия Екатерины II в 1785 году по Вышневолоцкой водной системе и путешествия императрицы в Крым в 1787 г., в которых Храповицкий участвовал и вёл их журналы, Екатерина II приблизила его к себе, давала ему обыкновенно особые поручения самого разнообразного характера, сделала его советчиком и сотрудником в её литературных и исторических трудах, поручала ему исправлять слог в некоторых её произведениях, составлять для них стихотворные части, подыскивать книги и географические карты, просматривать переводы на французский и т. п. Нередко императрица совещалась с ним по важным делам политики внешней и внутренней, и особенно по делам финансовым и экономическим, в которых он считался специалистом. Через руки Храповицкого проходили разные представления от комиссии о строениях, планы относительно медной монеты и прочее.
В 1786 г. он составил карантинное положение, а в 1787 г. расследовал и исправил недостатки в управлении казённой суконной фабрикой в Ямбурге. По случаю обнаружения в 1789 г. беспорядков и хищений в театральном управлении, Храповицкий вместе с П. А. Соймоновым были назначены ревизорами, а затем директорами театров, но уже в 1791 г. оба они были удалены от этих должностей. Причиной явились скандал, устроенный А. Клушиным, и последовавшая жалоба актрисы Урановой, которой они препятствовали вступить в брак с актёром Силой Сандуновым, из угождения графу А. А. Безбородко, ухаживавшему за Урановой. Первое время после этого императрица была холодна к Храповицкому; но затем вернула ему своё расположение, так что он по-прежнему исполнял все свои прежние обязанности при государыне до 2 сентября 1793 г., когда был сделан сенатором. 15 сентября 1801 г. был награждён чином действительного тайного советника.
Храповицкий был дружен с графом А. М. Мамоновым, графом А. А. Безбородко и П. В. Завадовским, пользовался расположением князя Потёмкина и вообще умел ладить со всеми; императрица, часто награждавшая его денежными подарками, «удостаивала его даже очень любезных шуток и большой откровенности во многих совершенно интимных делах».

## Литературная деятельность
Храповицкий! дружбы знаки

Вижу я к себе твои:

Ты ошибки, лесть и враки

Кажешь праведно мои.
Началась в 1762 г., когда был напечатан его перевод с французского «Похождения Неоптолема, сына Ахиллесова». В журнале «Всякая всячина» Храповицкий поместил несколько статей без подписи, в том числе письмо за подписью «Девица», в котором нападает на Лукина, напечатавшего в 1768 г. сочинение Колле «Тесть и зять» и «Разумный Вертопрах» Баусси. Об этом письме, а также и других своих произведениях, Храповицкий с большой похвалой отзывается в журнале «И то и сё».
В журнале «Вечера» (часть II, 1773) Храповицкий поместил «Епистолу к новому кафтану», подражание французскому. По сведениям Лонгинова, Храповицкому принадлежат напечатанные в «Аонидах» (книга III): идиллия «Пленяся Делией», «Жизнь человеческая», «Восторг», подражание оде Лебрена, песня «Как жидки виноградны лозы» и несколько басен, подражание Лафонтену. Кроме того, он написал трагедию: «Идамант» и оперу «Песнолюбие». Г. Р. Державин, И. И. Дмитриев, граф Хвостов и Я. Б. Княжнин высоко ценили ум и литературные способности Храповицкого; они охотно обменивались с ним стихотворными посланиями, часть которых напечатана Сушковым в сборнике «Раут» на 1854 г., а также в биографическом очерке Н. П. Барсукова, в предисловии к «Дневнику».
В 1760-х годах Храповицкий преподавал русский язык Радищеву. Но более всего замечателен Храповицкий как автор «Памятных Записок», которые первоначально были напечатаны в «Отечественных Записках» П. П. Свиньина, в VII, XVIII, XX, XXI, XXIV, XXVII, XXXI и XXXIII частях, с большими пропусками, и наконец, по подлинной рукописи, поднесённой в 1837 г. племянником Храповицкого, Н. В. Сушковым, императору Николаю I, отдельным изданием, которое напечатано в «Русском Архиве» за 1901 г.
Главное содержание «Памятных Записок» составляют заметки автора о том, что говорила и делала императрица; о себе автор говорит лишь крайне редко, о других лицах — лишь тогда, когда сообщаемое о них так или иначе касается императрицы. «Дневник» расположен по числам и дням; попадаются даже отдельные, отрывочные, часто грамматически незаконченные фразы; тем не менее от него «веет необыкновенной жизненной правдой и замечательной наблюдательностью»; автор сумел дать ряд наблюдений, разъясняющих нам настроение императрицы Екатерины II в шведскую войну, её отношение к французской революции и вообще всю внутреннюю жизнь императрицы за последний период её царствования. Многие замечания, которые мы находим у Храповицкого, имеют большое значение для суждения и о предшествовавшем периоде в жизни и деятельности Екатерины II.

## Семья

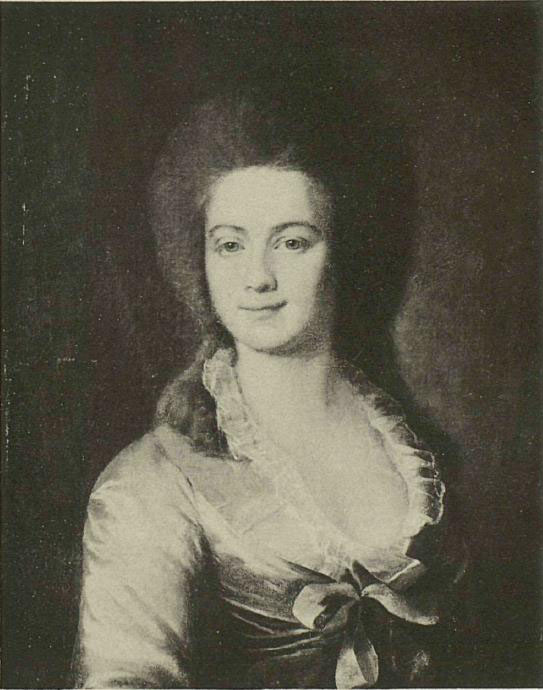
Прасковья Ивановна Гурьева

Храповицкий не был женат, но от Прасковьи Ивановны Гурьевой (1757—1813), официально замужней женщины, имел 4 сыновей и 2 дочерей. Гурьева в течение многих лет жила в доме Храповицкого (у Храповицкого моста) в Петербурге, и в этом доме родились некоторые из её детей. Она умерла в октябре 1813 года и была погребена на кладбище Фарфорового завода, близ Петербурга, около церкви. Дети Храповицкого были утверждены во дворянстве, сыновья записаны в гвардию, получили фамилию и право законных детей.
- Пётр Александрович (10 декабря 1777—?), был записан в Кирасирский полк.
- Павел Александрович (24 марта 1779—7 февраля 1864), был записан в Конную гвардию, его внук Митрополит Антоний.
- Александр Александрович (9 октября 1780—?)
- Елена Александровна (16 мая 1782—5 марта 1786)
- Василий Александрович (5 января 1785—?)
- Надежда Александровна (5 сентября 1797—1 мая 1882), в замужестве Дудина.